# Domenico Paganelli

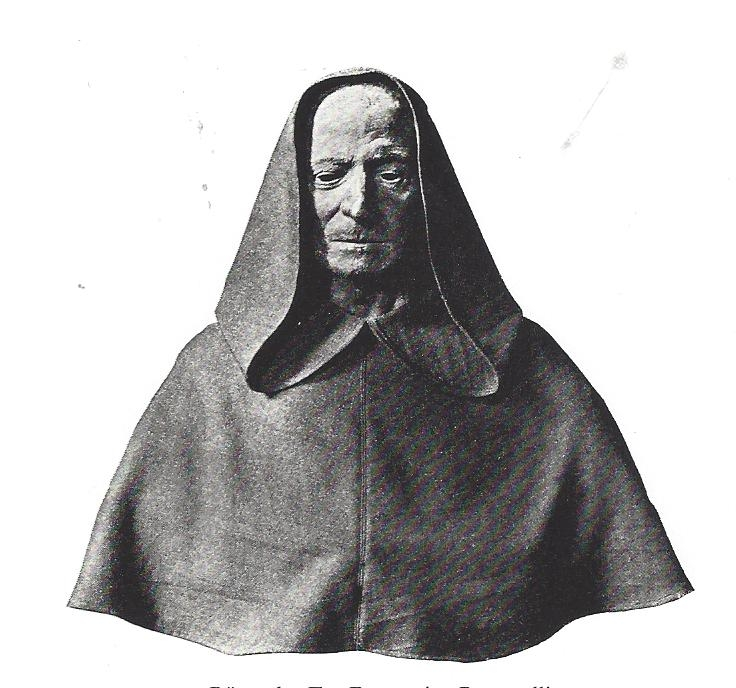
Fra Domenico Paganelli, Wachsbüste 1624, Foto mit erneuerter Kutte von 1910

Fra Domenico Paganelli (* 1545 in Faenza; † 20. Februar 1624 ebenda) war ein italienischer Ordensgeistlicher des Dominikanerordens und Architekt am Übergang von der Renaissance zum Barock.

## Leben
Domenico Paganelli trat mit 17 Jahren in seiner Heimatstadt Faenza in der Dominikanerorden ein und wirkte nach einem Studium der Artes an der Universität Bologna bis zu seinem Tod als Architekt. Zu seinen wichtigsten Werken gehören der Palazzo Valentini (ehemals Imperiali) in Rom, errichtet von 1583 bis 1585, die Kirche der Trinität in Castel Bolognese, errichtet von 1613 bis 1616, die nach seinen Entwürfen von P. P. Jacometti gegossene Brunnenanlage, die Fontana monumentale, auf der Piazza della Liberta in Faenza, errichtet von 1619 bis 1621, und die Kapelle der Madonna del Fuoco in der Kathedrale von Forlì, errichtet von 1619 bis 1636. Paganellis Torre dell’Orologio auf der Piazza del Popolo in Faenza wurde im Zweiten Weltkrieg zerstört und nach dem Krieg originalgetreu wieder errichtet.
Nach der Totenmaske wurde 1624 eine Wachsbüste angefertigt, die heute im Museo Civico in Faenza aufbewahrt wird.